# Carex pudica
Carex pudica är en halvgräsart som beskrevs av Masaji Masazi Honda. Carex pudica ingår i släktet starrar, och familjen halvgräs. Inga underarter finns listade i Catalogue of Life.